# Finox
Finox AG è un'azienda biotecnologica svizzera che opera in tutto il mondo come Finox Biotech   nel settore dei biosimilari. La sede dell'azienda è  a Burgdorf, la sede centrale di Finox Biotech è a Kirchberg. L'azienda fondata nel 2007, come tutte le altre società del gruppo Finox, da giugno 2016 è una società affiliata al 100% del gruppo farmaceutico ungherese Richter Gedeon Nyrt..

## Storia
Finox Biotech è stata fondata nel 2007 da Willy Michel, che è stato il principale azionista fino a giugno 2016 attraverso la società di investimento da lui controllata, BV Holding . Nel giugno 2016 l’azienda farmaceutica ungherese Richter Gedeon Nyrt. ha acquisito il 100% della svizzera Finox Holding AG compresi i suoi investimenti (Finox AG e tutte le società estere).